# Larrousse
Larrousse F1 – dawny zespół wyścigowy Formuły 1 stworzony w 1987 przez Didiera Calmels i kierowcę wyścigowego Gérarda Larrousse, znanym także jako Larrousse-Calmels. Baza mieściła się w Antony, na południowych przedmieściach Paryża. Team przemianowano na Larrousse po odejściu ze spółki Didiera Calmels.

## 1987-1991
Larrousse i Calmels zamówili nadwozia u Loli. W 1987 roku otrzymali pojazd oznaczony Lola LC87, a na silnik dla swojego bolidu wybrali ośmiocylindrowego Coswortha. Prawie cały sezon zespół startował tylko z jednym pojazdem, którego kierowcą był Philippe Alliot. Dopiero na ostatnie trzy wyścigi sezonu pojawił się drugi samochód, a jego kierowcą został Yannick Dalmas.

## Starty w Formule 1

### Informacje techniczne
| Sezon | Zespół            | Podwozie             | Silnik (Typ)    | Opony    |
| ----- | ----------------- | -------------------- | --------------- | -------- |
| 1994  | Larrousse         | Larrousse LH94       | Ford V8         | Goodyear |
| 1993  | Larrousse         | Larrousse LH93       | Lamborghini V12 | Goodyear |
| 1992  | Larrousse         | Venturi LC92         | Lamborghini V12 | Goodyear |
| 1991  | Larrousse         | Lola LC91            | Ford V8         | Goodyear |
| 1990  | Larrousse         | Lola LC89B Lola LC90 | Lamborghini V12 | Goodyear |
| 1989  | Larrousse         | Lola LC88B Lola LC89 | Lamborghini V12 | Goodyear |
| 1988  | Larrousse-Calmels | Lola LC88            | Ford V8         | Goodyear |
| 1987  | Larrousse-Calmels | Lola LC87            | Ford V8         | Goodyear |
| Razem | 2                 | 10                   | 2               | 1        |
| Sezon | Zespół            | Podwozie             | Silnik (Typ)    | Opony    |